# جينا ماكي
جينا ماكي (بالإنجليزية: Gina McKee)‏ هي ممثلة بريطانية، ولدت في 14 أبريل 1964 في المملكة المتحدة.

## أعمال

### أفلام
- (1999) نوتينغ هيل[4][5][6]
- (2007) تكفير[7]
- (2017) فانتوم ثريد

## وصلات خارجية
- جينا ماكي على موقع IMDb (الإنجليزية)
- جينا ماكي على موقع روتن توميتوز (الإنجليزية)
- جينا ماكي على موقع ألو سيني (الفرنسية)
- جينا ماكي على موقع أول موفي (الإنجليزية)
- جينا ماكي على موقع قاعدة بيانات الأفلام السويدية (السويدية)
- جينا ماكي على موقع إن إن دي بي (الإنجليزية)
- جينا ماكي على موقع قاعدة بيانات الفيلم (الإنجليزية)
- جينا ماكي على موقع كينوبويسك (الروسية)